# Martin Heidenhain (Mediziner)
Martin Heidenhain (* 7. Dezember 1864 in Breslau; † 14. Dezember 1949 in Tübingen) war ein deutscher Anatom.

## Leben
Heidenhain entstammte einer Ärztefamilie. Sein Vater Rudolf Heidenhain war Physiologe und Professor an der Universität Breslau, seine Mutter Fanny, geb. Volkmann, die Tochter von Alfred Wilhelm Volkmann. Seine Brüder waren der Chirurg Lothar und der Historiker und Bibliothekar Arthur Heidenhain.
Nach dem Besuch des Gymnasiums in Breslau studierte Martin Heidenhain Biologie an den Universitäten von Breslau und Würzburg und anschließend Medizin in Freiburg im Breisgau. Nach seiner bei Robert Wiedersheim erfolgten Promotion in Medizin im Jahre 1890 in Freiburg wurde er 1891 Assistent bei Albert Kölliker in Würzburg und Prosektor für vergleichende Anatomie, Embryologie und Histologie. In Würzburg heiratete er Anna Hesse, die Ehe brachte drei Söhne und eine Tochter hervor. 1894 habilitierte er sich, 1895 wurde er Prosektor der Anatomie.
1899 ging er als Prosektor und außerordentlicher Professor an die Universität Tübingen, 1917 wurde er dort Ordinarius für Anatomie. 1933 traf ihn der Erlass der Württembergischen Staatsregierung, der die Altersgrenze für Hochschullehrer von 70 auf 68 Jahre herabsetzte, und er wurde emeritiert, Nachfolger als Ordinarius für Anatomie wurde Otto Oertel. Dennoch konnte Heidenhain bis 1939 jeweils im Wintersemester ein Kolloquium abhalten, bis er sich aus Krankheitsgründen zurückzog.
Ab Juli 1909 war Heidenhain Mitglied der Leopoldina.

## Werk
Ab 1907 betonte Heidenhain die „Selbständigkeit der Lebensprozesse, die sich außerhalb der Zelle abspielen“. Heidenhains Bedeutung liegt vor allem in der Weiterentwicklung histologischer Techniken. 1914 engagierte er den Präzisionsingenieur Paul Graf und ließ fast 40.000 Präparate anfertigen, die er in seinen Kursen verwendete und anschließend den Studenten überließ. 1894 führte er den Begriff Telophase für das Endstadium der Mitose ein. Darüber hinaus entwickelte er zahlreiche Färbetechniken wie die Azan-Färbung und 1892 die Eisenhämatoxylin-Färbung, die auch heute noch in der Histologie Anwendung finden. Heidenhains Hauptwerk war das Buch Plasma und Zelle (1907–1911).

## Schriften (Auswahl)
- Allgemeine Anatomie der lebendigen Masse (= Handbuch der Anatomie des Menschen. Band 8). Fischer, Jena 1907/11.

1. Die Grundlagen der mikroskopischen Anatomie, die Kerne, die Centren und die Granulalehre. 1907.
2. Die kontraktile Substanz, die nervöse Substanz, die Fadengerüstlehre und ihre Objekte. 1911.

- Synthetische Morphologie der Niere des Menschen. Bau und Entwicklung dargestellt auf neuer Grundlage. Brill, Leiden 1937.